# 二見大輔
二見 大輔（ふたみ　だいすけ、1972年12月14日 ）は、日本プロ麻雀協会所属のプロ雀士。協会では理事もつとめる。千葉県出身。

## 人物
趣味・特技	パチスロ

## 獲得タイトル
- 第38期王位。第5期愛翔位。

ほか、
第3回 fuzzカップ 優勝、
第29期 マスターズ 3位、
第9・10期 雀竜位戦 3位、
第29期 マスターズ 3位、
第8回 TwinCup 優勝　など。